# Gyraulus parvus
Gyraulus parvus е вид коремоного от семейство Planorbidae.

## Разпространение
Видът е разпространен в Доминиканска република, Канада, Куба, Мексико (Агуаскалиентес, Гуанахуато, Долна Калифорния, Дуранго, Идалго, Керетаро, Коауила де Сарагоса, Мичоакан, Морелос, Наярит, Нуево Леон, Сакатекас, Сан Луис Потоси, Синалоа, Сонора, Тамаулипас, Тласкала, Халиско и Чиуауа), Пуерто Рико, САЩ (Аляска), Хаити и Ямайка. Внесен е в Австрия, Германия, Израел, Франция и Чехия.